# شایگرل
بلین مویسه (به انگلیسی: Blane Muise؛ زادهٔ ۴ مهٔ ۱۹۹۳) که بیشتر با نام هنری خود شایگرل شناخته می‌شود، خواننده-ترانه‌پرداز، دی‌جی، رپر و یکی از بنیانگذاران ناشر و گروه Nuxxe است. موسیقی وی عناصری از موسیقی رقص، هیپ هاپ صنعتی، پاپ تجربی، گریم و کلاب تخریب شده است. او پس از همکاری با تهیه‌کنندگان تجربی معروف آرکا و سوفی و جلب توجه افرادی مانند ریحانا که از آهنگ‌های مختلف گروه Nuxxe برای تبلیغات فنتی بیوتی و شوهای مد استفاده کرده‌است به شهرت رسید.

## اوایل زندگی و حرفه
شایگرل در جنوب لندن به دنیا آمد و در اطراف بلک هیث بزرگ شد. او اصالتاً گرنادیایی است. او به تحصیل در رشته عکاسی عملی در دانشگاه بریستول ادامه داد و آخر هفته‌ها برای مهمانی‌ها به لندن سفر می‌کرد.